# Ariwara no Narihira
Ariwara no Narihira (在原業平?; 825 – 9 luglio 880) è stato un nobile e poeta giapponese, apprezzato nel waka, tanto da essere citato come uno dei sei migliori poeti di waka nella prefazione in giapponese al Kokinshū di cui è autore Ki no Tsurayuki.

## Biografia
Era il quinto figlio del Principe Abo, a sua volta figlio dell'Imperatore Heizei. Sua madre la Principessa Ito invece era la figlia dell'Imperatore Kammu, a cui era dunque imparentato sia in linea materna che paterna.
Tuttavia la sua famiglia fu divisa dal ramo imperiale principale e ricevette il cognome di Ariwara.
Fu questa forse una delle ragioni per cui la sua carriera politica non decollò mai, benché fosse di nobile lignaggio, insieme al fatto che era entrato in urto con la famiglia Fujiwara, alla quale appartenevano tutte le imperatrici ed i reggenti, e che teneva stabilmente in pugno tutte le posizioni politiche di primo piano. Durante i tredici anni di regno dell'Imperatore Montoku, Narihira non riuscì mai di salire di rango a corte. Secondo alcune voci ciò era dovuto anche allo scandalo in cui avrebbe trascinato Fujiwara no Takaiko, una consorte imperiale, o un'altra dama di corte. Ad entrambe le vicende si fa riferimento nell'Ise monogatari.
Il suo nome è incluso nella raccolta dei Trentasei Immortali della Poesia.

## Opere
I trenta waka attribuiti ad Ariwara no Narihira sono raccolti nel Kokinshū (古今和歌集, Raccolta di poesia giapponese antica e moderna). Ki no Tsurayuki, uno dei poeti di corte incaricato della compilazione, lo cita nella prefazione della raccolta come uno dei Rokkasen (六歌仙, Sei migliori poeti), tuttavia ne critica lo stile poco limpido talvolta fino a divenire oscuro.
Poiché la tradizione lo identifica con l'eroe dell'Ise monogatari (di cui però non tutte le poesie possono essere attribuite a lui con certezza), la sua figura è divenuta l'archetipo letterario giapponese del libertino, il quale "si prende cura di tutte le donne, gli piacciano o meno", e supera ogni sorta di traversia pur di passare una notte tra le braccia dell'amante, senza provare il minimo scrupolo morale anche quando si trova ad affrontare una relazione "proibita" (un tipico esempio è l'avventura con la Sacerdotessa di Ise, che doveva appartenere al ramo principale della famiglia imperiale e rimanere illibata).
Si ritiene che la sua figura abbia ispirato Murasaki Shikibu nella creazione del personaggio di Hikaru Genji, l'eroe del Genji Monogatari, soprattutto in quest'ultimo aspetto, ma anche l'Ihara Saikaku autore di Memorie di un libertino.
I suoi waka più celebri sono quelli che tramite metafore naturalistiche (ne è un esempio tipico la fioritura del ciliegio spesso scelta per la sua brevità ed intensità) esprimono il mono no aware, il peculiare struggimento provocato dalla consapevolezza dell'impermanenza delle cose - ideale estetico centrale nella sensibilità Heian (probabilmente ispirato anche da concezioni buddhiste) che condusse alla concezione secondo cui la bellezza è indissolubilmente legata al suo essere effimera rispetto allo scorrere del tempo.
Kokinwakashū, I:53

    Se a questo mondo

    non ci fosse

    il fiore del ciliegio

    il cuore in primavera

    sarebbe più tranquillo
[yo no naka ni / taete sakura no / nakariseba / haru no kokoro wa / nodokekaramashi]
Kokinwakashū, XV:747

    La luna non è la stessa?

    E la primavera non è

    la primavera di un tempo?

    Sono soltanto io a rimanere

    quello di una volta
[tsuki ya aranu / haru ya mukashi no / haru naranu / wa ga mi hitotsu wa / moto no mi ni shite]
Opere edite in italiano
- I racconti di Ise (Ise monogatari), Einaudi. (Fuori catalogo)
- Kokin waka shū, Raccolta di poesie giapponesi antiche e moderne, a cura di Ikuko Sagiyama, 688 pg, Ariele 2000.